# Janovičky (Luže)

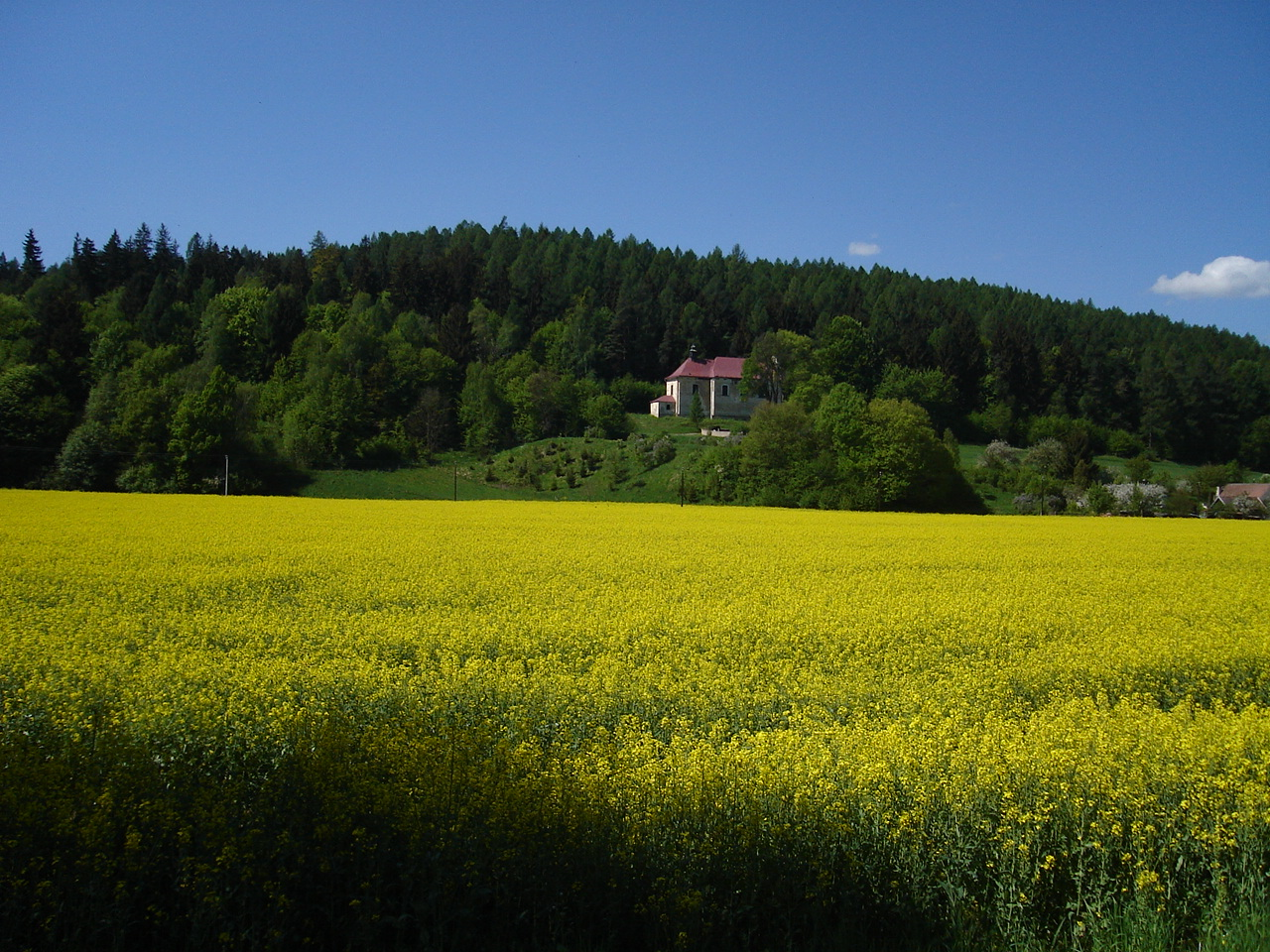
Blick von Nordosten auf Janovičky

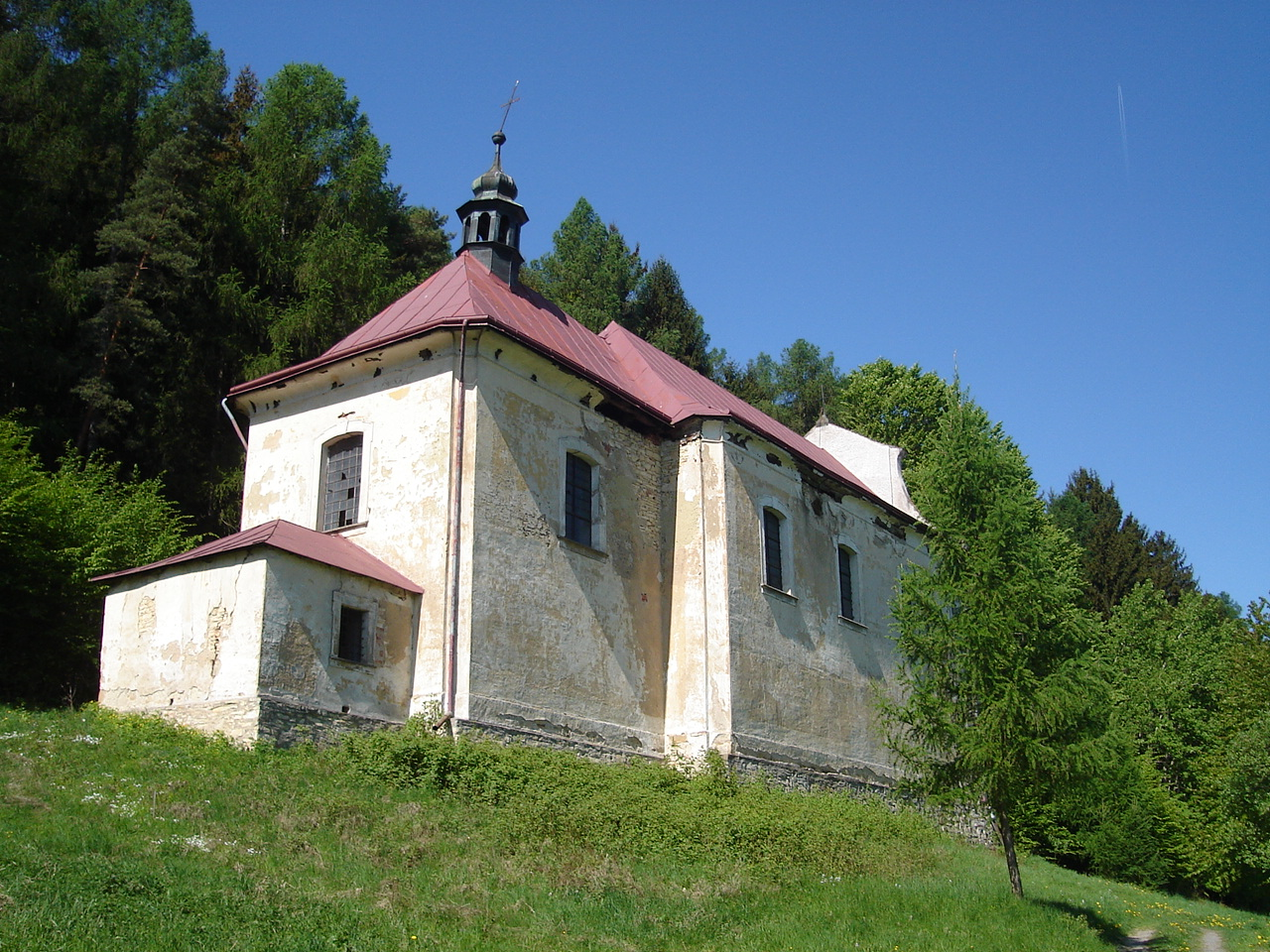
Kirche Mariä Verkündigung

Janovičky (deutsch Janowitschek) ist ein Wohnplatz der Stadt Luže in Tschechien. Er liegt zwei Kilometer südöstlich von Luže und gehört zum Okres Chrudim.

## Geographie
Die Rotte Janovičky befindet sich linksseitig über der Einmündung der Krounka in die Novohradka. Östlich erhebt sich der V Paletíně (377 m n.m.), im Südosten der Na Průhoně (423 m n.m.).
Nachbarorte sind Voletice und Domanice im Norden, Řepníky und Střemošice im Nordosten, Bílý Kůň und U Prokopů im Osten, Rabouň und Doly im Südosten, Lhota u Skutče im Süden, Zbožnov, Štěpánov, Přibylov und Nová Ves im Südwesten, Hroubovice im Westen sowie Tišina und Košumberk im Nordwesten.

## Geschichte
Das Dorf Janovice entstand wahrscheinlich im 11. Jahrhundert. Die in der ersten Hälfte des 13. Jahrhunderts errichtete Kirche wurde 1350 erstmals als Pfarrkirche erwähnt. Das Dorf Janovice wurde 1454 letztmals erwähnt; es fiel in der zweiten Hälfte des 15. Jahrhunderts wüst und erlosch. Erhalten blieb nur die von einem Friedhof umgebene romanisch-gotische Kirche Mariä Verkündigung, die als Filialkirche der Pfarrei Skuteč zugeteilt wurde.
Ein Graf Berka von Dubá ließ bei der Kirche eine Stiftung errichten, von der jährlich am Kirchenfest die Armen der Gegend gespeist wurden. Der Sage nach soll die Stiftung zur Sühne des Grafen für die Bestrafung seiner Tochter Markéta mit dem Hungertod durch Einmauerung auf der Richenburg erfolgt sein.
Im Jahre 1741 ließ der Besitzer der Herrschaft Richenburg, Stephan Wilhelm Graf Kinsky, die einsturzgefährdete alte Kirche abbrechen und am Hang über dem Friedhof eine neue Kirche errichten. Der nach Plänen des Baumeisters Donato Felice d’Allio errichtete Barockbau wurde 1746 durch den Skutscher Dechanten František Jeroným Bartoň geweiht. Die Stiftung zur Speisung der Armen wurde zum Ende des 18. Jahrhunderts an das Kloster der Barmherzigen Brüder in Prag übertragen.
Im Jahre 1835 bestand die im Chrudimer Kreis gelegene Wüstung Janowitschek nur aus der einsam im Wald auf einer Anhöhe stehenden Filialkirche Mariä Verkündigung und war nach Dolly konskribiert.
Nach der Aufhebung der Patrimonialherrschaften gehörte Janovičky ab 1849 zur Gemeinde Doly im Gerichtsbezirk Skutsch und ab 1868 zum politischen Bezirk Hohenmauth. In der zweiten Hälfte des 19. Jahrhunderts entstanden im Tal nördlich der Kirche einige Häuser. 1961 wurde Janovičky dem Okres Chrudim zugeordnet. Am 1. Januar 1981 wurde Janovičky zusammen mit Doly nach Luže eingemeindet. Heute besteht Janovičky aus vier Häusern, der Kirche und dem Friedhof.

## Ortsgliederung
Die Ortschaft Janovičky gehört zum Ortsteil Doly und ist auch Teil des Katastralbezirks Doly.

## Sehenswürdigkeiten
- Kirche Mariä Verkündigung, erbaut 1741–1746, das Kulturdenkmal wurde am Übergang vom 20. zum 21. Jahrhundert saniert.[3]